# Benjamin Jourist
Benjamin Jourist, né le 15 mai 1915 à Paris, est un militant communiste et résistant français, fusillé comme otage le 14 mai 1942 à la Maison centrale de Clairvaux (Ville-sous-la-Ferté, Aube).

## Biographie
Benjamin Jourist est né le 15 mai 1915 à Paris,. Il est le fils de Froïm Jourist et de Esther Jourist (née Feldman),
Il était comptable, employé de commerce et militant communiste. Il a participé aux grèves de septembre 1936. Il a été arrêté en juin 1941, et exécuté 
le 14 mai 1942 à la Maison centrale de Clairvaux, en fait dans une clairière de la Ville-sous-la-Ferté, proche de Clairvaux.
Il est inhumé au Cimetière du Père-Lachaise.